# 昙石山遗址
昙石山遗址是新石器时代中晚期到青铜时代的古文化遗址，位于中华人民共和国福建省福州市闽侯县甘蔗街道昙石村，地处闽江下游北岸。遗址发现于1954年，考古学界先后对遗址进行了10次发掘，发掘面积达2000平方米。2001年，昙石山遗址入选第五批全国重点文物保护单位。
昙石山遗址至少可以划分为4期文化，其年代横跨史前时期至商周朝时期，距今约2700—5500年，以新石器时代文化为主，辅以商周时期的青铜文化，年代下限接近闽越国时期。以第二期遗址为代表的昙石山文化是该遗址最重要的文化，被认为是先秦闽族、乃至南岛语族的发源地。

## 发掘历史

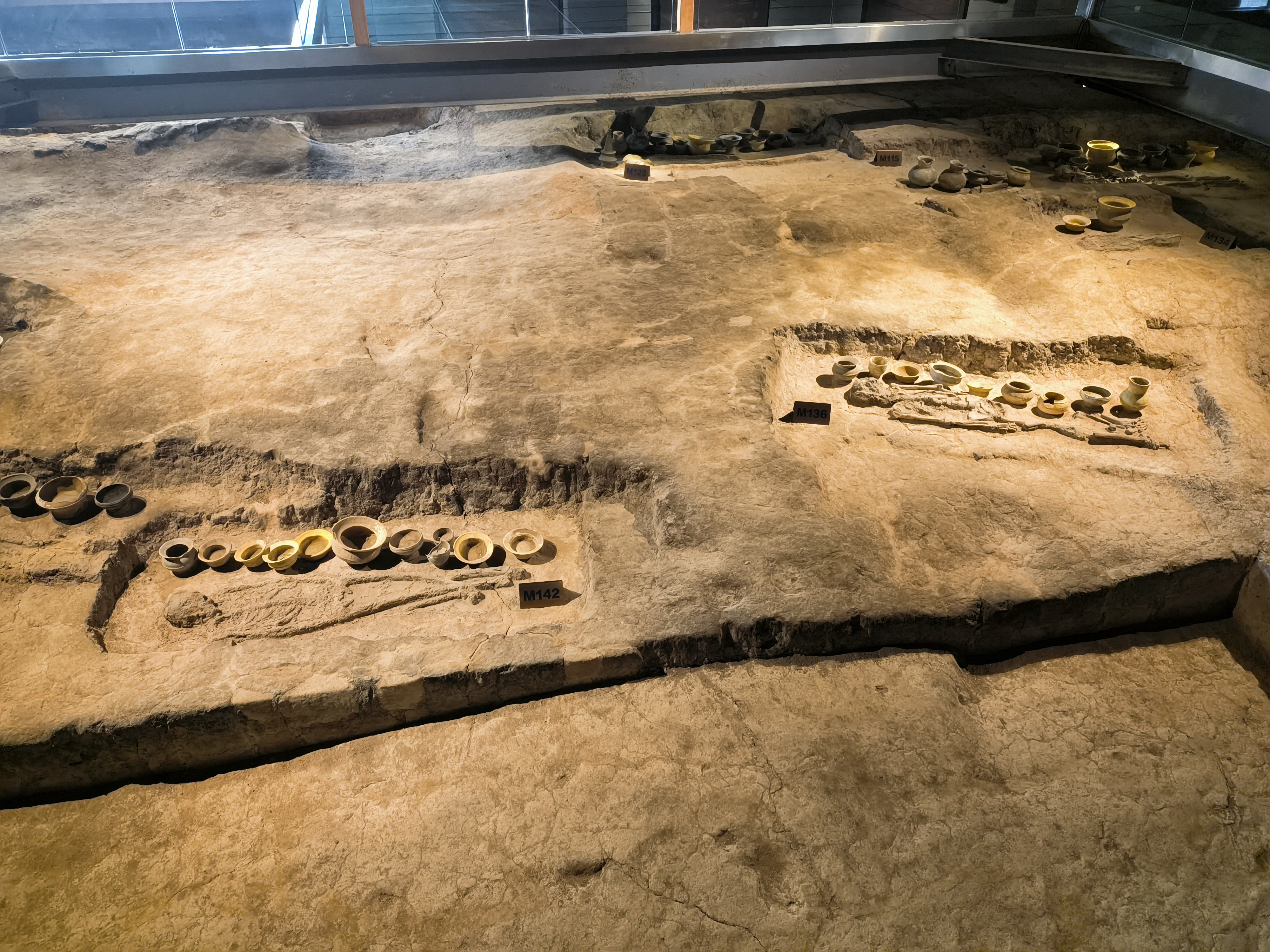
昙石山遗址考古现场

### 遗址的发现
昙石山是闽侯县城内一座相对孤立的山丘，整体呈东北—西南走向的长条形，最高海拔26.7米。1954年1月7日，福建省闽侯县第七区恒心乡昙石村（今甘蔗街道昙石村）的村民在修筑闽江的防洪堤坝之时，发现在昙石山上所取的土中埋有形状奇异的陶器、石器、骨器和贝壳。福建省文化局获悉后，当即要求工程方停止在昙石山取土，并向上汇报遗址的发现情况。由于其时福建地区考古能力尚欠佳，福建省文物管理委员会向华东行政委员会的文物管理部门请求协助发掘调查。
同年3月中旬，华东文物工作队指派尹焕章、宋伯胤两名专家赴闽勘察。尹、宋两人在考察过遗址后，认为这些遗存是新石器时代晚期的遗物，有必要深入发掘，遂在请示有关部门的领导后决定对昙石山进行试掘。其后，华东文物工作队的3人和福建省文物管理委员会共12人联合组建发掘工作组（后厦门大学人类博物馆馆长林惠祥教授亦参与协助相关工作），对遗址开展了为期8天的发掘，发掘了30平方米土地，出土2643件遗物。发掘后，南京博物院的曾昭燏、尹焕章等学者首次提出了“昙石山文化”的概念。

### 初步发掘
在首次挖掘之后，福建省博物馆（今福建博物院）、厦门大学等机构于1959年12月—1960年1月、1960年3月、1960年7月先后对遗址进行了3次考古发掘，前后发现了若干兽骨、鹿角、龟壳、蚌壳、2具人骨架、321件完整的器件以及超过15000件各类陶器残片。1963年9月进行了第5次发掘，掘出骨、石、陶制完整器件35件。1964年9月至1965年8月进行第6次发掘，发现59个灰坑、2个火塘、30个墓葬和穴址、烧坑各1处。1974年10月—12月，文物机构对遗址进行了第7次考古发掘，是次出土了1段灰洞、3座墓葬、4个灰坑、5座陶窑以及若干石、陶、骨制器件和蛤蜊壳。
前7次对遗址的发掘厘清了遗址底层的叠压关系，发掘面积达880平方米。在这段时期，遗址中的出土文物经碳-14测定，被认为具有4000—5000年的历史，属于新石器时代晚期的遗存，学界由此得以进一步认识昙石山遗址的历史年代和文化性质。随着闽侯县境内黄土仑遗址、溪头遗址、庄边山遗址以及福清县的东张遗址相继被发现，学界在1961年（一说1963年）综合这些遗址的发掘成果后，正式将昙石山遗址的中、下层出土的以“几何印纹硬陶”为代表的文化命名为“昙石山文化”，该文化成为福建省首个被确认的考古学文化。

### 深入发掘

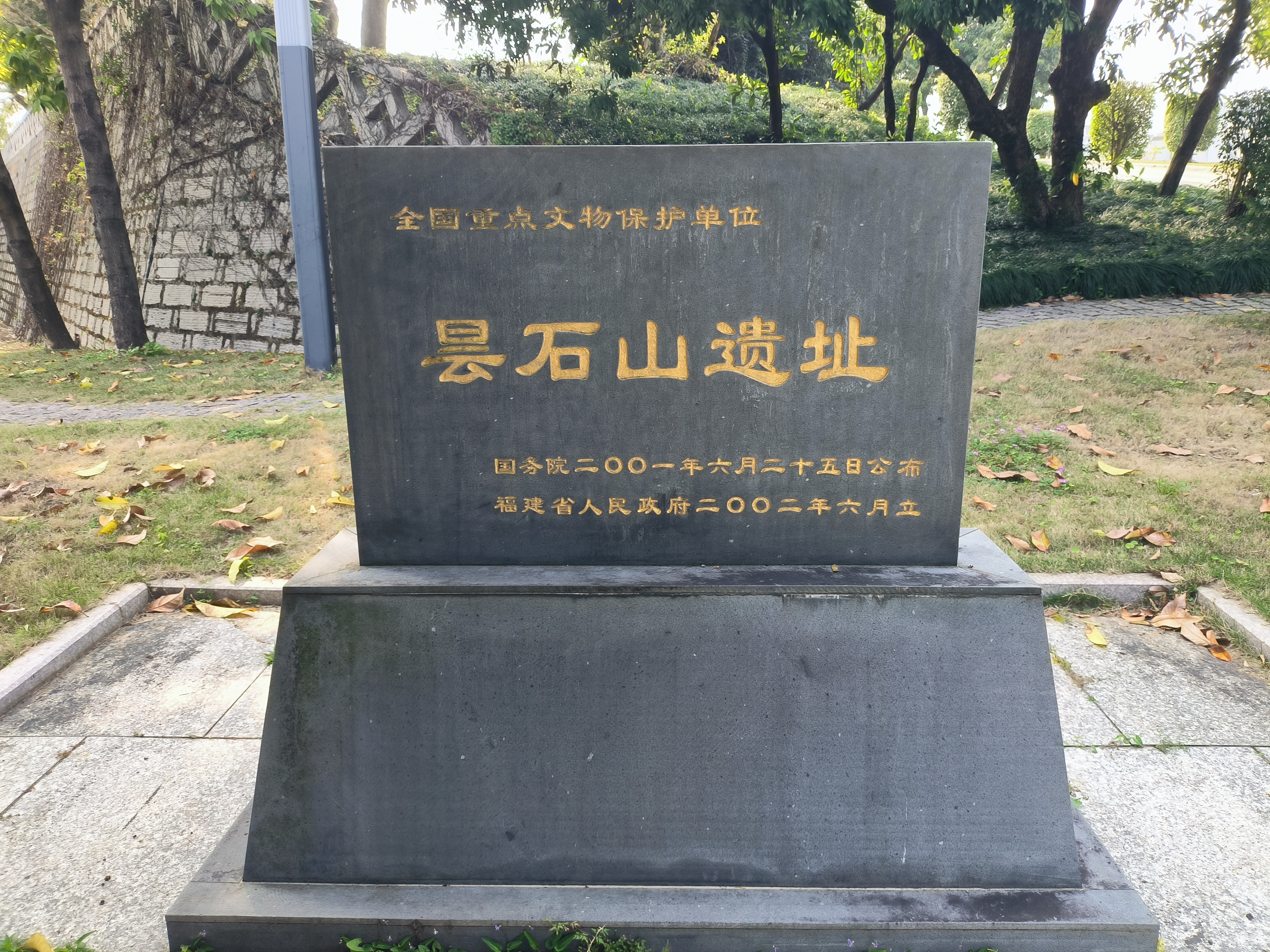
昙石山遗址文物保护单位标志

1996年11月，为继续深入研究昙石山文化，福建省博物馆经国家文物局批准后对遗址开展了第8次发掘，并在翌年1月结束，6月全面完成田野工作。此次发掘发现了大量器件标本以及2段壕沟、4座制陶窑穴、40个灰坑和42座墓葬，为历次发掘中规模最大、发现内容最丰富的一次发掘。2001年，昙石山遗址被中华人民共和国国务院公布为第五批全国重点文物保护单位。2004年2月和2009年5月，有关部门为配合博物馆的建设，对遗址先后进行了2次发掘。2021年，昙石山遗址入选中国百年百大考古发现。

## 遗存规模
昙石山遗址作为中华人民共和国成立后福建省境内的首个原始社会人类遗址，具有极高的研究价值。在1954年—2009年对昙石山遗址进行的10次发掘中，揭露了2000余平方米的面积，出土了大批生产、生活遗迹和数量繁多、种类多样的器件，历史年代距今2500—5000年，横跨新石器时代至接近闽越国建国之前的先秦时期。20世纪60年代，新石器时代的昙石山遗址所属文化被考古学界确认命名为“昙石山文化”，该文化亦被认为是先秦闽族的发源地以及南岛语族的源起文化之一。

### 地层文化断代
在前数次的发掘中，学界初步断定遗址在地层叠压关系上可分为上中下3层，其中下、中层为距今4000—5000年的新石器时代晚期的早期原始堆积，上层则为历史年代较晚的堆积层，但由于扰乱严重无法断代。1996年第8次发掘后，考古专家基本认定昙石山遗址以新石器时代文化为主、辅以青铜时代文化，前后横跨约2500年，文化上则包含了新石器时代的昙石山下层文化、昙石山文化和黄瓜山文化，以及青铜时代的黄土仑文化。
昙石山遗址的文化发展阶段至少可划分为4期：第一期为人类最早在此活动的时代，距今5000—5500年，而第二期是昙石山文化出土文物最为重要、丰富的一期，距今4300—5000年，前两期文化与中原仰韶文化时间上相近；第三期距今3500—4300年，与龙山文化时期相当；第四期距今2700—3500年，此时中原业已进入商周时期。

### 遗迹

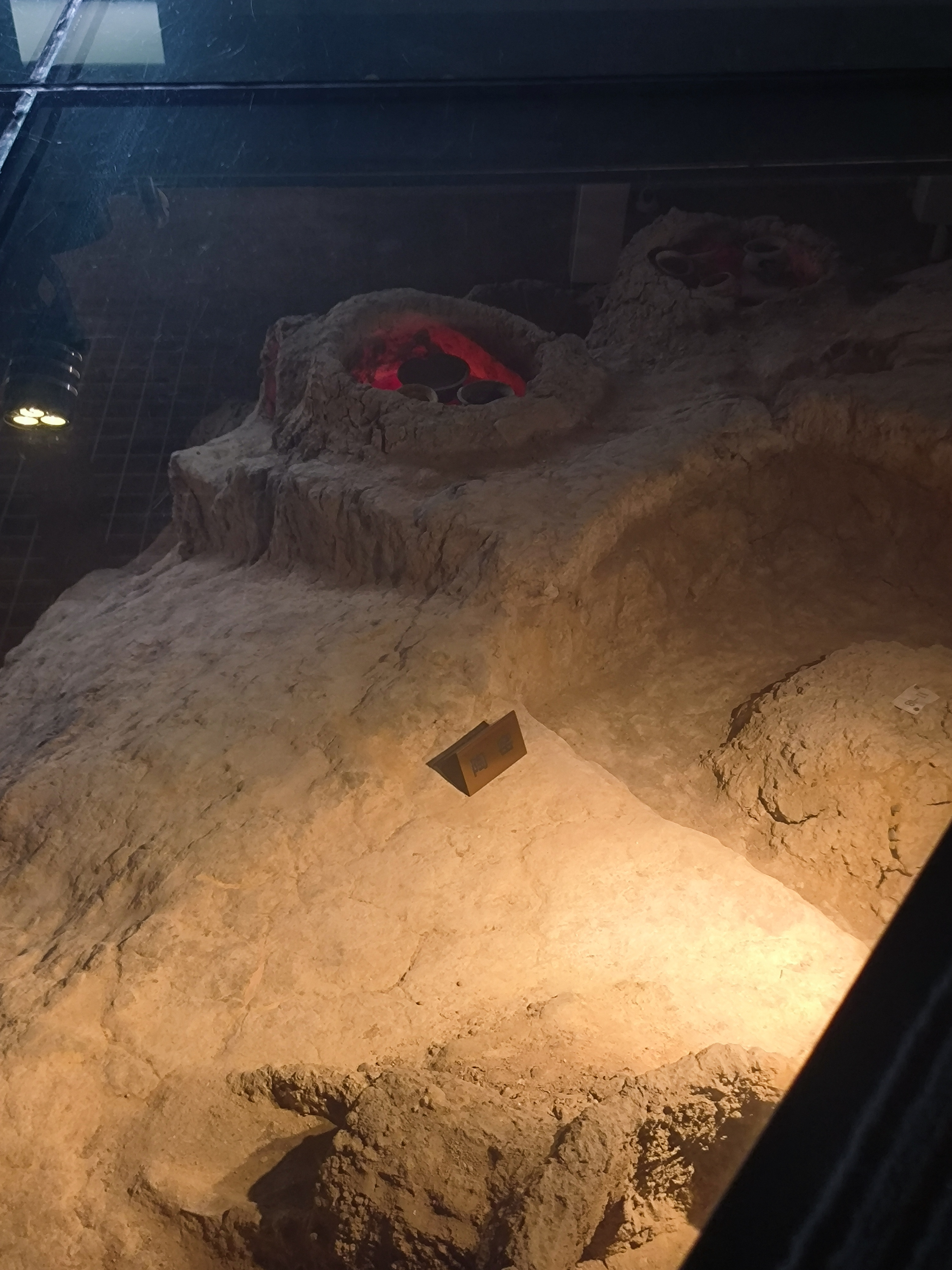
昙石山遗址博物馆遗址厅中的陶窑示意图。

昙石山遗址的各类遗迹交错且密集地分布，除墓葬外，有陶窑、灰坑、祭祀坑、壕沟、灶、柱洞、红烧土面等。遗迹内的陶窑多为隶属于黄瓜山文化的馒头窑，平面主要呈圆形或椭圆形，灰坑主要用于掩埋蛤蜊壳，壕沟多在遗址中部斜切而出，起环护作用。
在昙石山遗址的前后10次发掘中，共出土了91座墓葬。墓葬以竖穴土坑形制为主，平面则主要呈方形，少数呈椭圆形，墓坑长度介于0.97—3.62米之间，其内多填充以蛤蜊壳。安葬在其中的人多为青壮年，仰身直肢，头朝东南或朝东，且绝大多数为单人葬，仅发现一座双人合葬墓。在上层遗址出土的墓葬中，考古学者还发现了陪葬现象，部分出土遗址中有殉狗坑和陪葬的奴隶遗骸，其中一男奴的腿骨竖插于坑中，疑为被活埋时挣扎所致。此外，亦发现有割肢葬、儿童拔牙等现象。部分墓葬中存在随葬品，它们大多摆在墓主的一边，并有少量放在墓主的脚下或头上，陪葬品数量最多达33件，器型多为陶质的釜、壶（或罐）、簋（或盘、豆）、杯（或碗）的组合，亦有部分墓葬内有鼎。

### 出土物
昙石山遗址中出土的器件主要是陶器，亦有原始青瓷、贝器、石器、角器、骨器、牙器和玉器等。陶器包括杯、豆、壶、盘、罐、碗、鼎、簋、盂和钵等器型，以及纺轮、网坠、支座等生产用具，其中最具代表性的陶器是125号墓葬中出土的泥质灰陶塔式壶，造型精美且内有灯芯、烟炱残存，形似长明灯，素有“中华第一灯”“东方第一神灯”之称。
原始青瓷出土于山顶殉狗坑附近的祭祀坑中，包括1个罐和4个豆，施以青绿色釉，是当时当地最为先进的上釉技术，且区别于浙江地区的其他产瓷遗址。贝器是昙石山人生产生活用具，具有海洋文化特征，形制上有贝凿、贝刀、贝铲（耜）等，且有钻孔、磨制以及切割的加工痕迹。而包括贝器在内的各类生产生活器具器型繁多但固定，坚硬的石器、骨器、角器和牙器多为磨制而成。

遗址的墓葬中有大量人骨，经人种鉴定，昙石山人属于蒙古人种南亚类型。1999年，中国社科院考古所专家潘其凤在与日本专家一同鉴定昙石山人的骨骼时，发现一具女性遗骨，其左侧颧骨下半部呈现日本人特有的医学结构，因此被称作“日本人骨”。此发现震惊学界，并使得部分学者认为日本人种起源有可能要追溯到昙石山地区。此外，遗址中也出土了大量野生动物骨、贝类动物的壳和人为饲养的狗、猪残骸，以及人为炭化的稻谷。

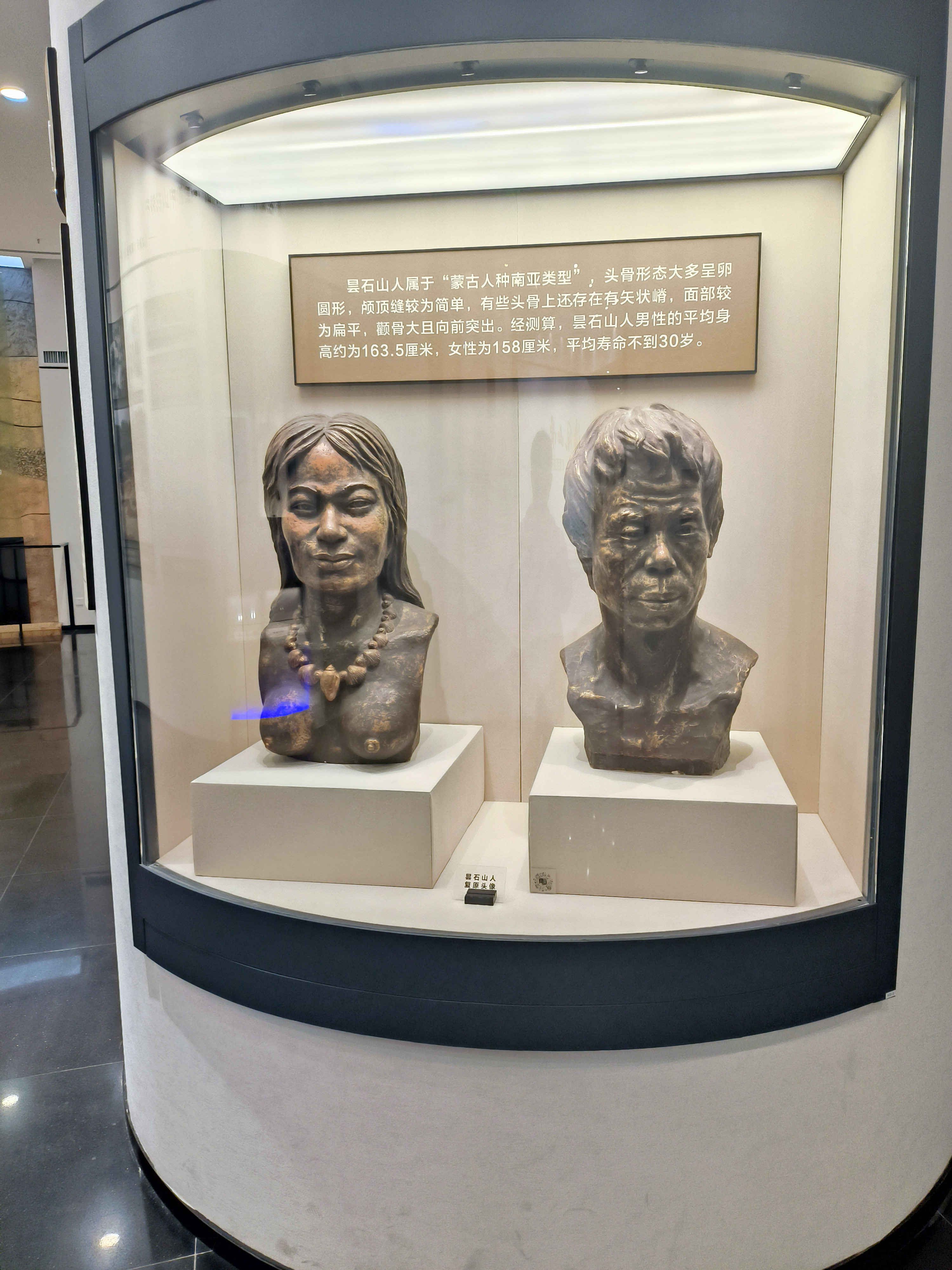
昙石山人复原头像，展示其蒙古人种南亚类型特征。
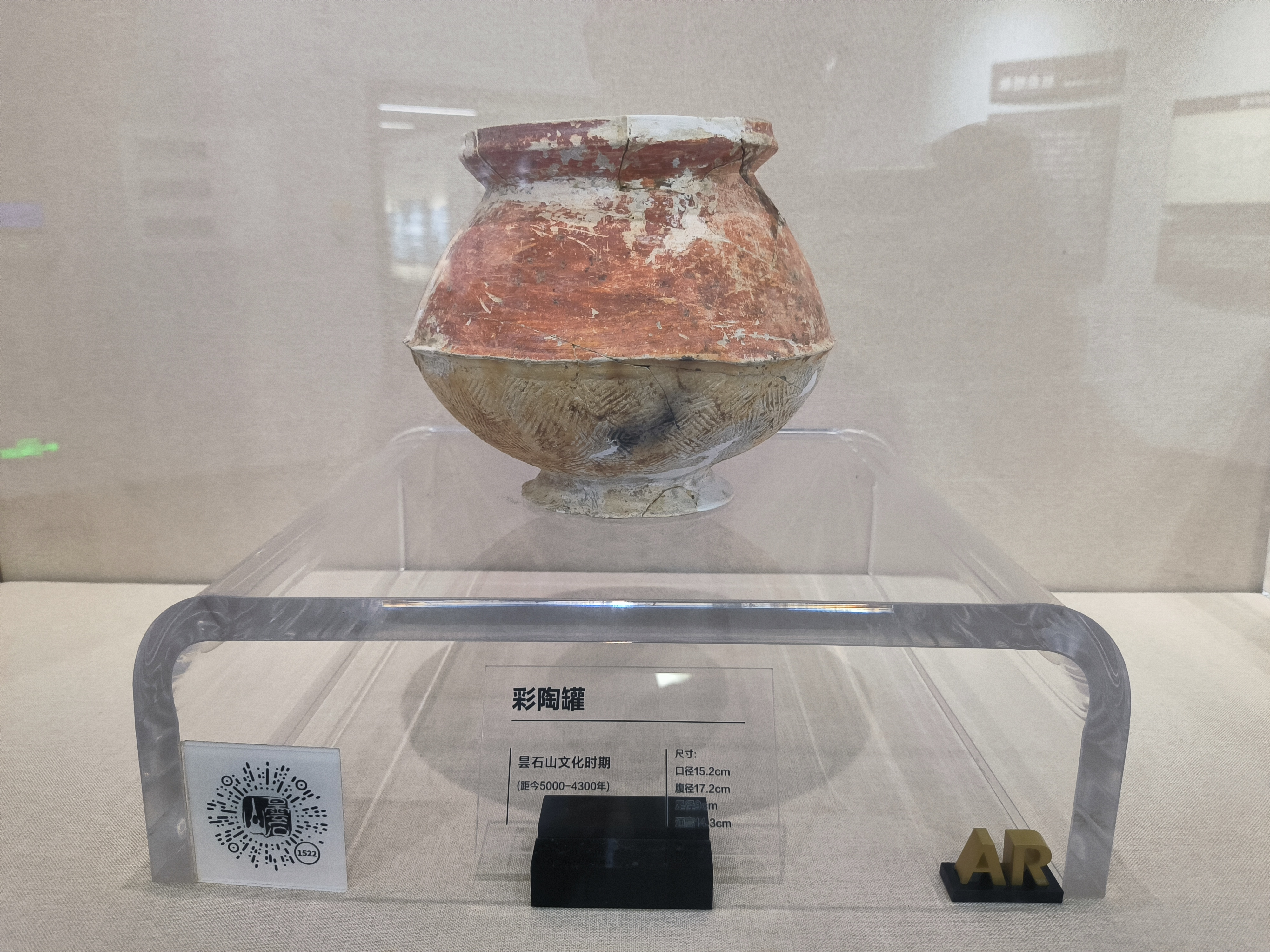
昙石山遗址出土的彩陶罐。
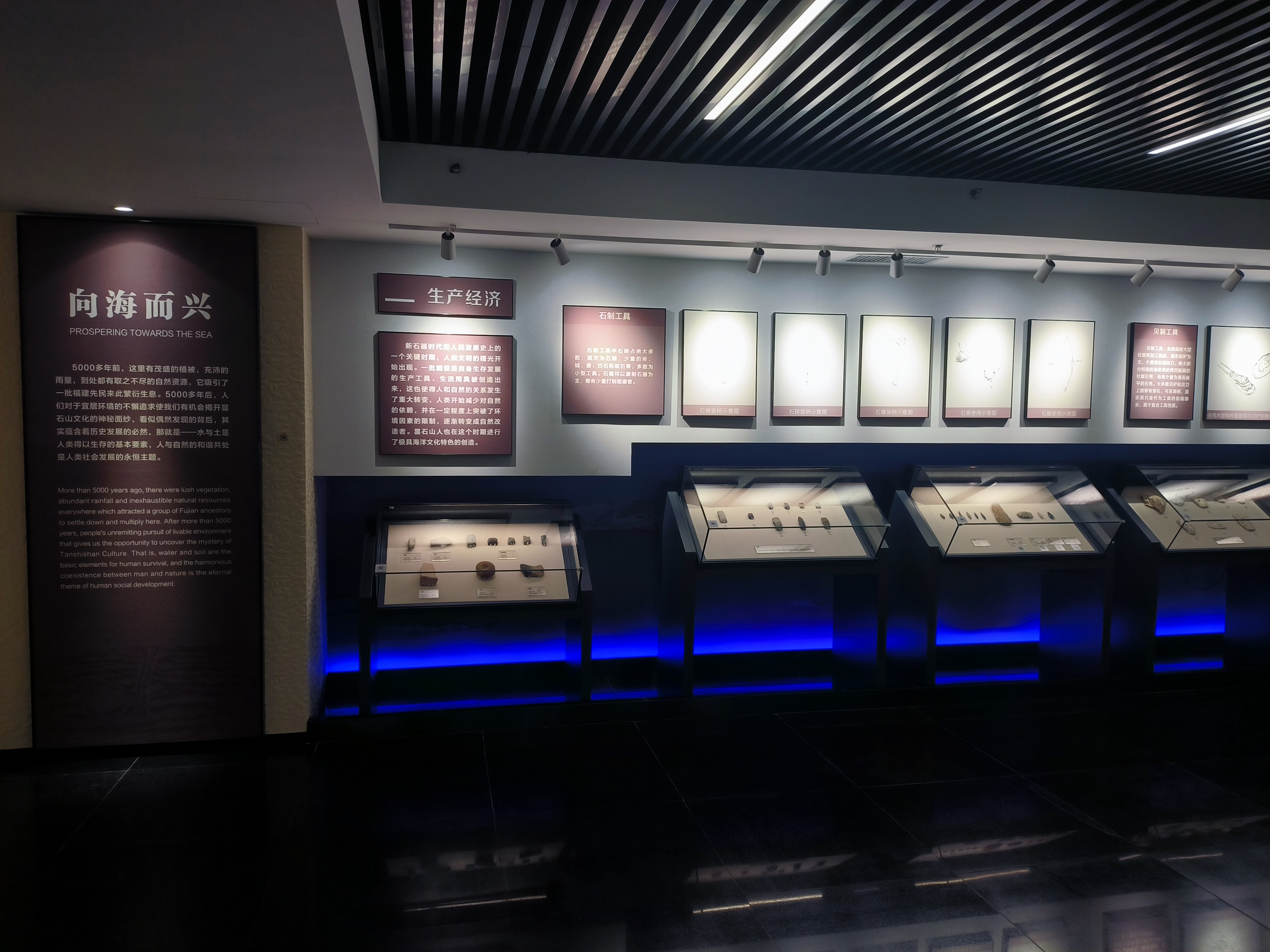
昙石山遗址博物馆中展示的石质工具。
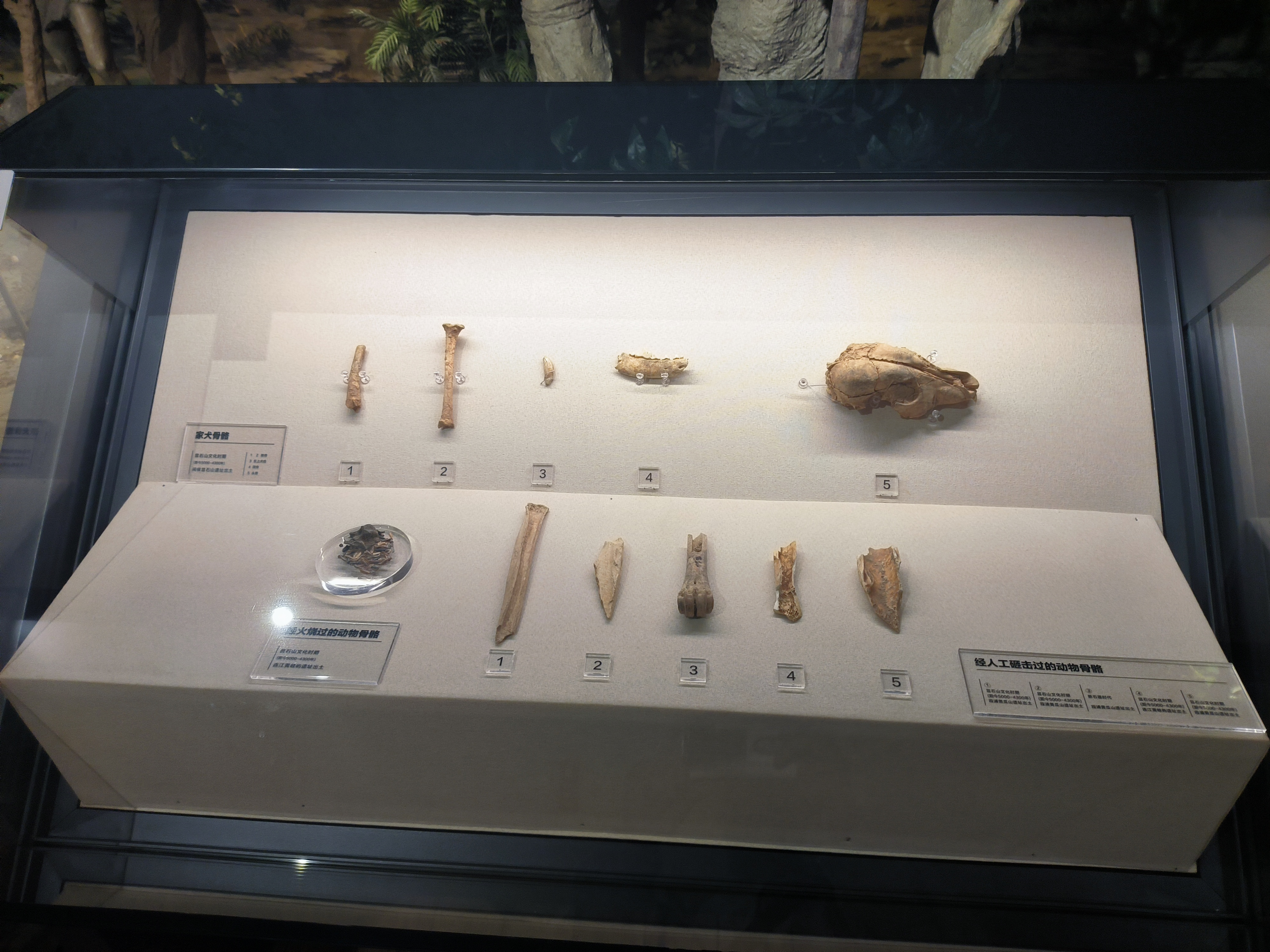
被人为砸破的动物骸骨，展现昙石山人摄取肉类的方式。
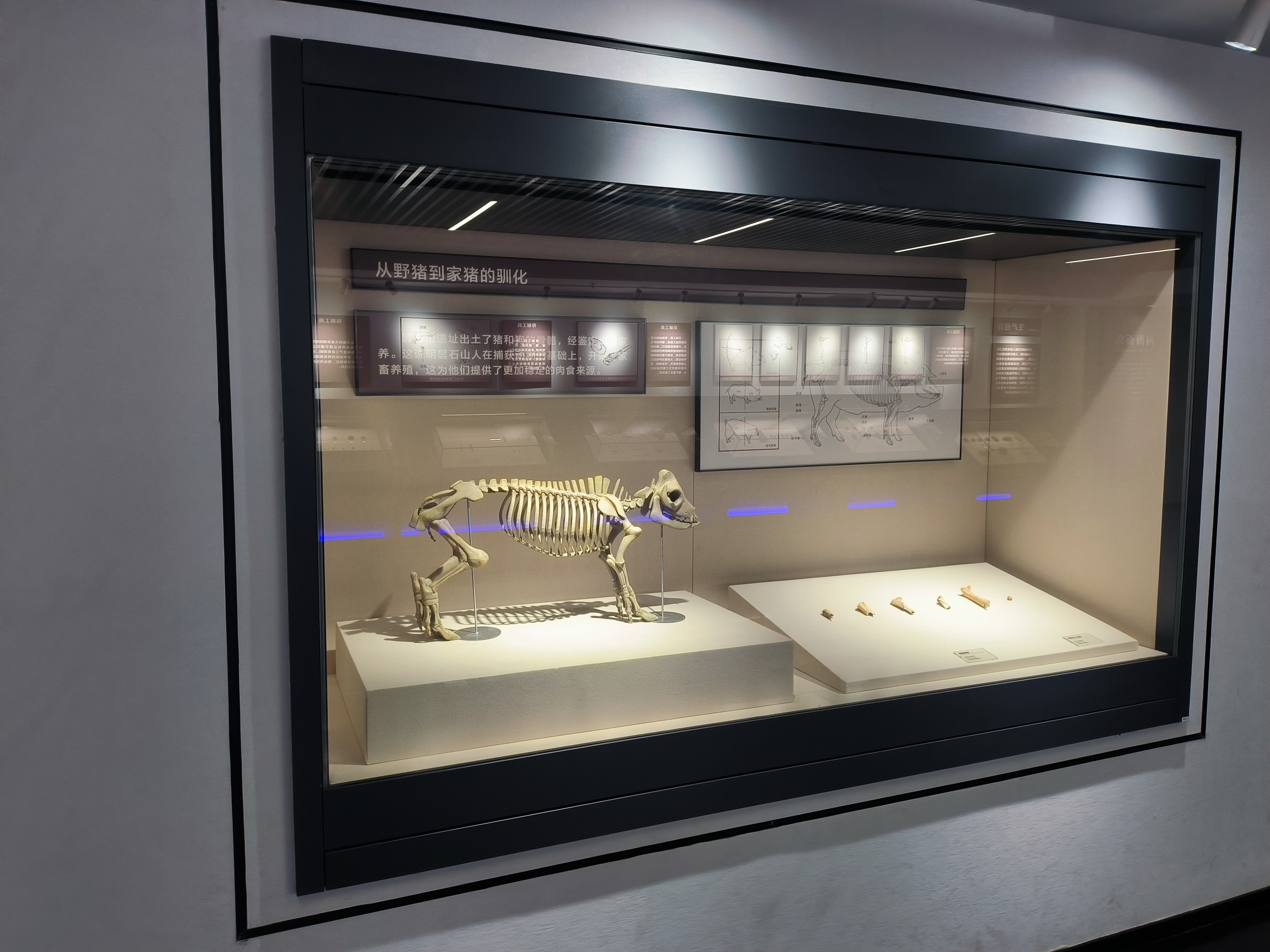
昙石山遗址博物馆中展示的野猪驯化为家猪的相关信息。